# William Rose Benét
William Rose Benét (ur. 2 lutego 1886, zm. 4 maja 1950 w Nowym Jorku) – amerykański prozaik i poeta, starszy brat Stephena Vincenta Benéta. Zadebiutował tomikiem Merchants from Cathay, wydanym w 1913. Wydał między innymi The Falconer of God, and Other Poems (1914), The Great White Wall: a Poem (1916) i The Burglar of the Zodiac, and Other Poems (1918) oraz Perpetual Light: A Memorial. W 1942 otrzymał Nagrodę Pulitzera za tomik The Dust Which Is God z 1941. Prywatnie był mężem poetki Elinor Wylie.